# Jewgienij Sanarow
Jewgienij Leonidowicz Sanarow (ros. Евгений Леонидович Санаров, ur. 2 września 1971) – kazachski łyżwiarz szybki reprezentujący także ZSRR.

## Kariera
Największy sukces w karierze Jewgienij Sanarow osiągnął w 1993 roku, kiedy zajął ósme miejsce podczas wielobojowych mistrzostw świata w Hamar. Sanarow zajął tam kolejno 23. miejsce na 500 m, piąte na 5000 m, ósme na 1500 m oraz piąte na dystansie 10 000 m. W 1992 roku wystartował na igrzyskach olimpijskich w Albertville, zajmując ósme miejsce w biegu na 5000 m oraz dziesiąte na dystansie 10 000 m. Na rozgrywanych w 1994 roku igrzyskach w Lillehammer zajął odpowiednio 19. i 14. miejsce. Wielokrotnie startował w zawodach Pucharu Świata, ale nigdy nie stanął na podium. Najlepsze wyniki osiągnął w sezonie 1992/1993, kiedy był siódmy w klasyfikacji końcowej 5000/10 000 m. W 1997 roku zakończył karierę.